# Termoizopleta
Termoizopleta - graficzna forma ilustracji zmian w temperaturze rocznej gleby na różnej głębokości. Charakterystyka zmian powinna zawierać wartości ekstremalne lub absolutne.